# Zdzisław Porosiński
Zdzisław Józef Porosiński (ur. 19 marca 1955 w Kłodzku, zm. 26 marca 2016 we Wrocławiu) – polski matematyk i statystyk, specjalista z zakresu badań operacyjnych, teorii gier i statystyki matematycznej.

## Życiorys
W 1979 roku ukończył studia wyższe w zakresie matematyki na Wydziale Podstawowych Problemów Techniki Politechniki Wrocławskiej uzyskując tytuł magistra. Po zakończeniu studiów rozpoczął pracę na macierzystej uczelni w Instytucie Matematyki (przemianowanym później na Instytut Matematyki i Informatyki, a od 2015 roku przekształconym w Wydział Matematyki). 17 marca 1987 roku obronił rozprawę doktorską zatytułowaną Wybrane problemy optymalnego zatrzymywania. Opiekunem naukowym i promotorem pracy był profesor Stanisław Trybuła. 20 listopada 2003 roku odbyło się kolokwium habilitacyjne. 31 maja 2004 roku uzyskał stopień doktora habilitowanego nauk matematycznych. W latach 2001–2008 pracował w Zakładzie Nauk Podstawowych Wyższej Szkoły Zawodowej w Nysie. W latach 2006–2012 był zastępcą dyrektora ds. dydaktyki w Instytucie Matematyki i Informatyki. Od 2009 roku był profesorem Politechniki Wrocławskiej.
Został pochowany na cmentarzu przy ul. Kiełczowskiej we Wrocławiu.

## Osiągnięcia zawodowy
Jego dorobek naukowy obejmuje ponad 40 prac. Jego prace z teorii prawdopodobieństwa obejmowały optymalne zatrzymywanie ciągów zmiennych losowych oraz statystykę procesów stochastycznych. Najczęściej cytowane wyniki dotyczą optymalnych strategii dla problemu optymalnego zatrzymania, gdy horyzont decyzyjny jest losowy. Był promotorem jednego doktoranta.